# Fyre: The Greatest Party That Never Happened
Pour plus de détails, voir Fiche technique et Distribution.
Fyre: The Greatest Party That Never Happened est un documentaire américain sorti le 18 janvier 2019 sur la plateforme de Vidéo à la demande Netflix. Il est réalisé par la société américaine et produit par Chris Smith. 

## Production
Le film est coproduit par Jerry Media, l'agence des réseaux sociaux responsable de la promotion du Fyre Festival et MATTE Projects, la société de production qui réalise le tournage promotionnel du festival,.